# فلقورة ناصعة
فلقورة ناصعة (الاسم العلمي:Fulgora lampetis) هي نوع من الحشرات يتبع جنس الفلقورة من الفصيلة الفلقورية.